# Neosemidalis scapularis
Neosemidalis scapularis là một loài côn trùng trong họ Coniopterygidae thuộc bộ Neuroptera. Loài này được Meinander miêu tả năm 1972.